# Wassy
Wassy – miejscowość i gmina we Francji, w regionie Grand Est, w departamencie Górna Marna.
Według danych na rok 1990 gminę zamieszkiwało 3291 osób, a gęstość zaludnienia wynosiła 97 osób/km².
Na mieści Wassy zabezpieczono posag Marii Stuart, żony Franciszka II. W 1562 wojska Gwizjuszy wtargnęły do miasta i wymordowały prawie 60 protestantów uczestniczących w nabożeństwie. W tym miasteczku zakończył swój żywot polski oficer i generał rewolucji, Jan Kwiryn de Mieszkowski (1744-1819) z Karczewa.

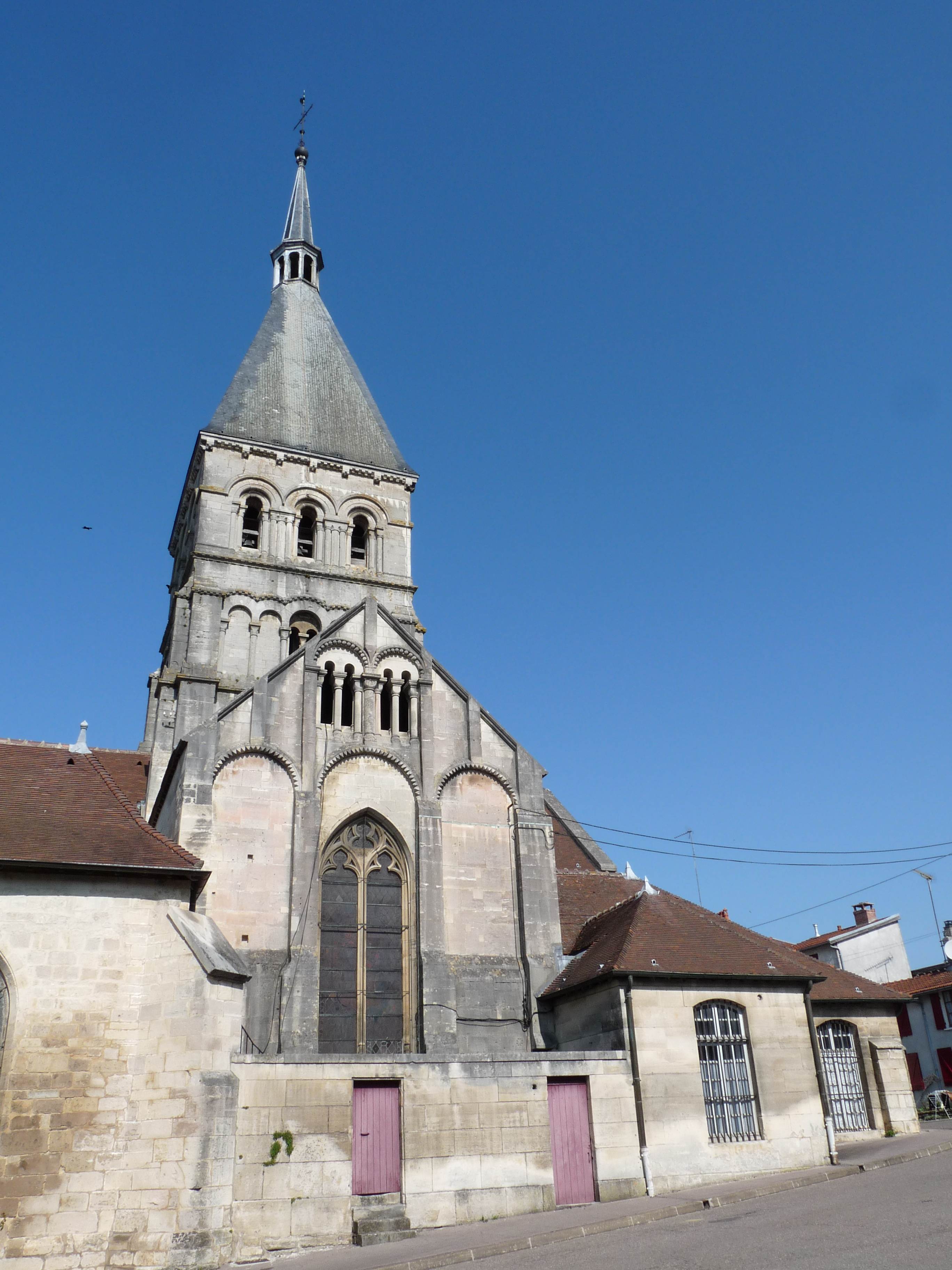
Kościół Notre-Dame w Wassy, 2011